# Cầu diệp Ngọc Linh
Cầu diệp Ngọc Linh (danh pháp hai phần: Bulbophyllum ngoclinhensis) là một loài phong lan thuộc chi Bulbophyllum. Đây là loài đặc hữu của Việt Nam.